# Boskoop (Pays-Bas)
Pour les articles homonymes, voir Boskoop.
Boskoop, parfois écrit Boscoop en français, est un village d'Alphen-sur-le-Rhin et une ancienne commune néerlandaise en province de Hollande-Méridionale.

## Histoire
En 1846, la commune de Zuidwijk est rattachée à Boskoop.

## Divers
La ville de Boskoop a donné son nom à une variété de pomme, la Belle de Boskoop, parfois orthographié Boscoop.